# Raidolîna, Veselînove
Raidolîna (în ucraineană Райдолина) este un sat în comuna Lubeanka din raionul Veselînove, regiunea Mîkolaiiv, Ucraina.

## Demografie
Componența lingvistică a localității Raidolîna
     Ucraineană (96,4%)
     Rusă (2,88%)
     Alte limbi (0,72%)
Conform recensământului din 2001, majoritatea populației localității Raidolîna era vorbitoare de ucraineană (96,4%), existând în minoritate și vorbitori de rusă (2,88%).